# Nedstryn
Nedstryn – wieś w zachodniej Norwegii, w okręgu Sogn og Fjordane, w gminie Stryn. Wieś położona jest nad rzeką Stryneelva. Leży ok. 4 km na wschód od miejscowości Stryn i około 4 km na zachód od jeziora Oppstrynsvatnet. 
W Nedstryn znajduje się kościół, który został wybudowany w 1859 roku.